# Coefficients de Fresnel
Pour les articles homonymes, voir Fresnel.
 (mars 2015).

Amplitudes de réflexion et de transmission d'une onde franchissant un dioptre vers un milieu d'indice de réfraction supérieur.

Les coefficients de Fresnel, introduits par Augustin Jean Fresnel (1788-1827), interviennent dans la description du phénomène de réflexion-réfraction des ondes électromagnétiques à l'interface entre deux milieux, dont l'indice de réfraction est différent. Ils expriment les liens entre les amplitudes des ondes réfléchies et transmises par rapport à l'amplitude de l'onde incidente.

## Généralités

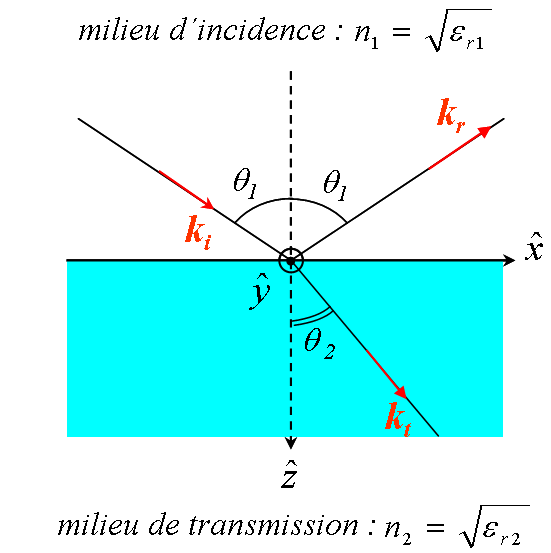
Schéma de la réflexion-transmission d'une onde plane lors d'un saut d'indice

On définit le coefficient de réflexion en amplitude r et le coefficient de transmission en amplitude t du champ électrique par :
{\displaystyle r={\frac {E_{r}}{E_{i}}}}
{\displaystyle t={\frac {E_{t}}{E_{i}}}}
où Ei, Er et Et sont les amplitudes associées respectivement au champ électrique incident, réfléchi et transmis (réfracté).
En général, ces coefficients dépendent : 
- des indices optiques des milieux d'entrée et de sortie, respectivement n1 et n2
- de la fréquence f de l'onde incidence
- des angles d'incidence θi=θ1 et de réfraction-transmission θt=θ2,
- de la polarisation des ondes. Polarisation de l'onde qui peut éventuellement être modifiée pendant le franchissement de l'interface.

Ils sont obtenus en considérant les relations de continuité à l'interface des composantes tangentielles des champs électriques et magnétiques associés à l'onde.

## Calculs des coefficients dans le cas général
Considérons 2 milieux, d'indices de réfraction différents, séparés par une interface plane.

### Hypothèses de travail
L'onde incidente est une onde plane, de vecteur d'onde {\displaystyle {\vec {k}}}, et de pulsation {\displaystyle \omega }.
Les coefficients de Fresnel calculés ici ne sont valables que sous les hypothèses suivantes sur les milieux : 
- Ils sont non magnétiques.
- Ils sont linéaires, homogènes et isotropes.

On rajoute aussi une hypothèse de calcul à savoir l'hypothèse harmonique qui consiste à considérer les grandeurs électromagnétiques à une fréquence particulière, et à les noter comme les parties réelles de grandeurs complexes. Ceci simplifie les calculs et permet aussi de déduire des équations de manière esthétique des phénomènes électromagnétiques comme l'absorption, le déphasage de l'onde, les ondes évanescentes...
Les coefficients de Fresnel dépendent de la polarisation du champ électromagnétique, on considère en général deux cas :
- Transverse électrique (TE) : le champ électrique incident est polarisé perpendiculairement au plan d'incidence, le champ magnétique est contenu dans le plan d'incidence.
- Transverse magnétique (TM) : le champ magnétique incident est polarisé perpendiculairement au plan d'incidence, le champ électrique est contenu dans le plan d'incidence.

### Cas des ondes transverses électriques

Champ électrique polarisé perpendiculairement
au plan d'incidence

Considérons une onde plane électromagnétique : 
{\displaystyle {\vec {E}}=E\,\exp {i({\vec {k}}\cdot {\vec {r}}-\omega t)}\,{\vec {e}}_{y}}, où E représente l'amplitude complexe
{\displaystyle {\vec {H}}={\frac {1}{\omega }}({\vec {k}}\wedge {\vec {E}})}
Dans le cas où le champ électrique incident est polarisé perpendiculairement au plan d'incidence, les composantes tangentielles du champ électrique et du champ magnétique sont continues :
{\displaystyle {\begin{cases}E_{i}+E_{r}=E_{t}&\Rightarrow 1+r_{\mathrm {TE} }=t_{\mathrm {TE} }\\-H_{i}\cos \theta _{1}+H_{r}\cos \theta _{1}=-H_{t}\cos \theta _{2}&\Rightarrow k_{iz}(1-r_{\mathrm {TE} })=k_{tz}t_{\mathrm {TE} }\end{cases}}}
Les coefficients de transmission et de réflexion s'écrivent alors :
{\displaystyle r_{\mathrm {TE} }={\frac {k_{iz}-k_{tz}}{k_{iz}+k_{tz}}}}
{\displaystyle t_{\mathrm {TE} }={\frac {2k_{iz}}{k_{iz}+k_{tz}}}}
En introduisant, pour chaque milieu, la relation de dispersion {\displaystyle k={\frac {\omega }{c}}n}, on obtient les coefficients de Fresnel en fonction des caractéristiques de l'incidence (n1, θ1) et de la réfraction 
(n2, θ2) :
{\displaystyle r_{\mathrm {TE} }={\frac {n_{1}\cos \theta _{1}-n_{2}\cos \theta _{2}}{n_{1}\cos \theta _{1}+n_{2}\cos \theta _{2}}}}
{\displaystyle t_{\mathrm {TE} }={\frac {2n_{1}\cos \theta _{1}}{n_{1}\cos \theta _{1}+n_{2}\cos \theta _{2}}}}
Les indices de réfraction étant complexes, la polarisation de l'onde transmise et réfléchie peut être modifiée par rapport à l'onde incidente. Même dans le cas où ces indices seraient réels, dans le cas {\displaystyle n_{2}>n_{1}}, il se peut que le coefficient de réflexion devienne négatif, l'onde réfléchie est alors déphasée de 180° par rapport à l'onde incidente (voir figure).
La seule façon d'annuler le coefficient de réflexion est, en tenant compte des lois de Snell-Descartes, d'avoir {\displaystyle n_{1}=n_{2}}. Par conséquent, une onde polarisée transverse électrique subit une réflexion dès qu'elle passe dans un milieu d'indice optique différent, ce qui n'est pas le cas d'une onde transverse magnétique (existence d'un angle de Brewster).

### Cas des ondes transverses magnétiques
{\displaystyle {\begin{cases}H_{i}-H_{r}=H_{t}&\Rightarrow k_{1}(1-r_{\mathrm {TM} })=k_{2}\,t_{\mathrm {TM} }\\E_{i}\cos \theta _{1}+E_{r}\cos \theta _{1}=E_{t}\cos \theta _{2}&\Rightarrow (1+r_{\mathrm {TM} })\cos \theta _{1}=t_{\mathrm {TM} }\cos \theta _{2}\end{cases}}}
d'où :
{\displaystyle r_{\mathrm {TM} }={\frac {k_{2}\cos \theta _{1}-k_{1}\cos \theta _{2}}{k_{1}\cos \theta _{2}+k_{2}\cos \theta _{1}}}\ \ } et {\displaystyle \ \ t_{\mathrm {TM} }={\frac {2k_{1}\cos \theta _{1}}{k_{1}\cos \theta _{2}+k_{2}\cos \theta _{1}}}}.

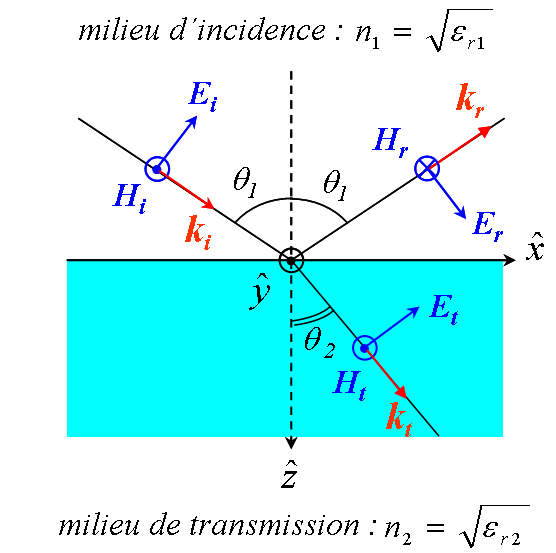
Champ magnétique polarisé perpendiculairement
au plan d'incidence

En introduisant, pour chaque milieu, la relation de dispersion {\displaystyle k={\frac {\omega }{c}}n}, on obtient les coefficients de Fresnel en fonction des caractéristiques de l'incidence ({\displaystyle n_{1},\theta _{1}}) et de la réfraction 
({\displaystyle n_{2},\theta _{2}}) :
{\displaystyle r_{\mathrm {TM} }={\frac {n_{2}\cos \theta _{1}-n_{1}\cos \theta _{2}}{n_{1}\cos \theta _{2}+n_{2}\cos \theta _{1}}}\ \ } et {\displaystyle \ \ t_{\mathrm {TM} }={\frac {2n_{1}\cos \theta _{1}}{n_{1}\cos \theta _{2}+n_{2}\cos \theta _{1}}}}.
Remarque : suivant les ouvrages, les signes des coefficients de Fresnel diffèrent. Ceci provient des orientations arbitraires faites au départ. Par exemple, orienter sur la figure Hr vers l’avant, revient à remplacer, pour le calcul de r, Er par -Er ce qui changera le signe du coefficient.
Dans le calcul de filtres interférentiels, on tiendra compte des coefficients de Fresnel pour calculer le déphasage à la réflexion entre les couches du filtre.
Discussion : le cas TM est remarquable à deux titres :
- le coefficient de réflexion peut devenir nul pour un angle d'incidence, dit angle de Brewster ;
- dans certaines situations (interface métal-air), le dénominateur du coefficient de réflexion TM peut devenir nul (le coefficient devient infini). On obtient alors une onde réfléchie et une onde transmise sans onde incidente : l'étude du dénominateur précise alors les conditions de réalisation, les composantes des vecteurs d'ondes sont alors imaginaires. Le processus emploie donc les ondes évanescentes, et provoque l'apparition des plasmons de surface.

## Extension au cas des interfaces multiples
On peut définir des coefficients de Fresnel globaux pour un système constitué de plusieurs couches de milieux d'indices différents.
On considère pour les calculs suivants les permittivités diélectriques et non les indices de réfraction {\displaystyle \left(\varepsilon =n^{2}\right)} afin d'alléger les notations.

### Cas de deux interfaces

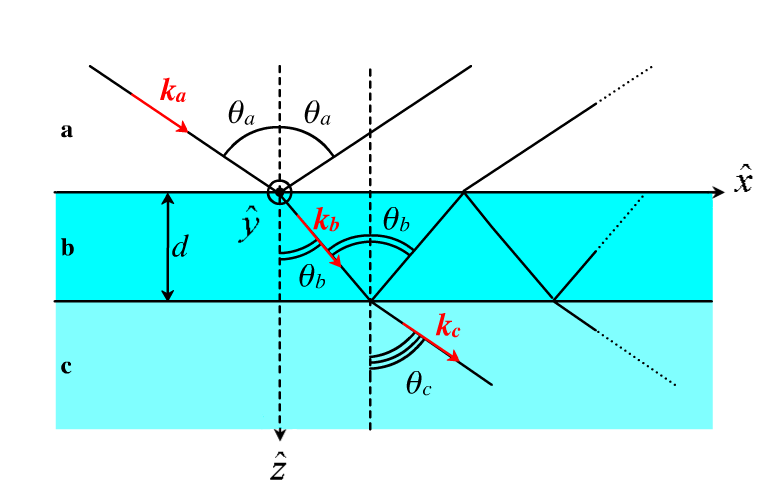
Réflexions multiples entre deux interfaces

Considérons 3 milieux {\displaystyle M_{a}}, {\displaystyle M_{b}} et {\displaystyle M_{c}} de permittivités diélectriques consécutives différentes, séparés par 2 interfaces planes.
- Soit {\displaystyle d} l'épaisseur de {\displaystyle M_{b}} ({\displaystyle M_{a}} et {\displaystyle M_{c}} sont semi-infinis).
- Soient {\displaystyle \theta _{i}} et {\displaystyle \theta _{j}} respectivement les angles d'incidence et de réfraction à l'interface entre {\displaystyle M_{i}} et {\displaystyle M_{j}} (avec i, j = a, b ou b, c).
- Soit {\displaystyle k_{bz}={\sqrt {k_{b}^{2}-k_{bx}^{2}}}={\frac {\omega }{c}}{\sqrt {\varepsilon _{b}-\varepsilon _{b}\sin ^{2}\theta _{b}}}={\frac {\omega }{c}}{\sqrt {\varepsilon _{b}}}\cos \theta _{b}} la composante suivant z du vecteur d'onde dans {\displaystyle M_{b}}
- Soit {\displaystyle r_{ij}} le coefficient de réflexion entre {\displaystyle M_{i}} et {\displaystyle M_{j}} tel que défini précédemment ({\displaystyle r_{ij}} dépend de la polarisation TM ou TE, ainsi que des angles {\displaystyle \theta _{i}} et {\displaystyle \theta _{j}}, avec i, j = a, b ou b, c).

Les coefficients de réflexion et de transmission globaux s'écrivent alors :
{\displaystyle r_{g}={\frac {r_{ab}+r_{bc}e^{2ik_{bz}d}}{1+r_{ab}r_{bc}e^{2ik_{bz}d}}}}
{\displaystyle t_{g}={\frac {t_{ab}t_{bc}e^{ik_{bz}d}}{1+r_{ab}r_{bc}e^{2ik_{bz}d}}}}
Ces relations décrivent aussi bien le comportement de la simple lame à face parallèle que les cas plus spectaculaires des couches antireflet ou la génération des plasmons de surface : on joue pour ce faire sur l'indice et l'épaisseur du milieu intermédiaire en fonction des indices des milieux extrêmes.

### Cas de n interfaces
En partant des résultats précédents on peut définir par récurrence les coefficients de Fresnel globaux pour n interfaces.
Considérons n+1 milieux, de permittivités diélectriques consécutives différentes, séparés par n interfaces planes.
- Soit {\displaystyle M_{p}} le p-ième milieu. 1 ≤ p ≤ n + 1.
- Soit {\displaystyle d_{p}} l'épaisseur de {\displaystyle M_{p}} (2 ≤ p ≤ n car {\displaystyle M_{1}} et {\displaystyle M_{n+1}} sont semi-infinis).
- Soient {\displaystyle \theta _{p}} et {\displaystyle \theta _{p+1}} respectivement les angles d'incidence et de réfraction à l'interface entre {\displaystyle M_{p}} et {\displaystyle M_{p+1}}.
- Soit {\displaystyle k_{pz}={\sqrt {k_{p}^{2}-k_{px}^{2}}}={\frac {\omega }{c}}{\sqrt {\varepsilon _{p}-\varepsilon _{p}\sin ^{2}\theta _{p}}}={\frac {\omega }{c}}{\sqrt {\varepsilon _{p}}}\cos \theta _{p}} la composante suivant z du vecteur d'onde dans le p-ième milieu.
- Soit {\displaystyle r_{p,p+1}} le coefficient de réflexion entre {\displaystyle M_{p}} et {\displaystyle M_{p+1}} tel que défini précédemment ({\displaystyle r_{p,p+1}} dépend de la polarisation TM ou TE, ainsi que des angles {\displaystyle \theta _{p}} et {\displaystyle \theta _{p+1}}).

On part de {\displaystyle U_{n}=r_{n,n+1}}, puis pour p = n jusqu'à 2 on utilise la relation de récurrence :
{\displaystyle U_{p-1}={\frac {r_{p-1,p}+U_{p}e^{2ik_{pz}d_{p}}}{1+r_{p-1,p}U_{p}e^{2ik_{pz}d_{p}}}}}
Le coefficient de réflexion global s'écrit alors {\displaystyle r_{g}=U_{1}}.

## Différence entre les milieux diélectriques et métalliques
Les coefficients de Fresnel devraient être différents pour des diélectriques et des métalliques, puisque la présence ou non de courants et de charges libres dans les milieux n'implique pas les mêmes relations de passage, donc les mêmes coefficients de Fresnel. Cependant dans le cas de beaucoup de métaux dit "ohmiques" (décrit par une conductivité σ), il est possible de remplacer un métal ohmique homogène (ε, μ0, σ) par un diélectrique homogène de permittivité 
{\displaystyle \varepsilon _{\mathrm {eff} }=\varepsilon -{\frac {i\sigma }{\omega }}}. Par cette description équivalente métal-diélectrique en régime harmonique, on peut considérer les mêmes expressions pour les coefficients de Fresnel, que ce soit un diélectrique ou un métal ohmique. Dans ce cas c'est l'expression de la permittivité qui change.

## Remarques diverses
- On remarquera que le coefficient de transmission du milieu 1 vers le milieu 2 est différent du coefficient de transmission du milieu 2 vers le milieu 1 (en incidence normale, leur rapport est égal au rapport des indices). De même pour le coefficient de réflexion (cette fois, c'est le signe qui change).
- D'une façon générale, les coefficients de Fresnel, définis sur l'interface entre deux milieux, interviennent dans l'évaluation du comportement optique des multicouches optiques, du plus simple d'entre eux, la lame à faces parallèles, aux plus complexes : couches anti-reflets, filtres interférentiels ou cristaux photoniques. Les coefficients de réflexion et de transmission de ces ensembles font intervenir, outre les coefficients propres à chaque interface, le chemin optique dans chacune des couches.
- Pour les applications à faible précision impliquant une lumière non polarisée, telle que l'infographie, plutôt que de calculer rigoureusement le coefficient de réflexion effectif pour chaque angle, l'approximation de Schlick est souvent utilisée.

### Ouvrages de référence
- José-Philippe Pérez, Optique : Fondements et applications [détail des éditions]
- R. Petit, Ondes électromagnétiques en radioélectricité et en optique, Masson, 1993 (ISBN 2-225-81571-2)
- John David Jackson (trad. de l'anglais), Électrodynamique classique [« Classical Electrodynamics »] [détail de l’édition]
- (en) M. H. Choudhury, Electromagnetism, John Wiley & Sons, Inc., 1989 (ISBN 0-470-21479-1)
- (en) D. R. Frankl, Electromagnetic theory, Prentice-Hall, Inc., 1986 (ISBN 0-13-249095-1)
- (en) R. D. Stuart, Electromagnetic field theory, Addison-Wesley publishing company, Inc., 1965
- (en) A. Ishimaru, Electromagnetic wave propagation, radiation, and scattering, Englewood cliffs (New Jersey), Prentice-Hall, Inc., 1991, 637 p. (ISBN 0-13-249053-6)